# Force Rada
La Force Rada, aussi appelée les Forces spéciales Rada, est un groupe armé libyen, actif lors de la deuxième guerre civile libyenne, et suivant l'idéologie salafiste madkhaliste.

## Histoire

### Fondation
La Force Rada est fondée en 2013. Le groupe est fondé et dirigé par Abderraouf Kara,. Il est d'abord affilié au Gouvernement de Tripoli au sein de la coalition Fajr Libya. En 2016, il rallie le Gouvernement d'union nationale (GNA),.

### Idéologie
La Force Rada est salafiste madkhaliste, une tendance du salafisme quiétiste prônant le respect de l'autorité politique en place,,,. La Force Rada n'affiche également pas d'hostilité particulière envers le gouvernement de Tobrouk à l'Est et d'autres groupes salafistes madkhalistes servent notamment dans l'armée du maréchal Haftar. En revanche, il se montre hostile aux soufis, aux Frères musulmans et aux salafistes djihadistes.
Le 3 novembre 2017, la Force Rada interrompt le Comic-Con de Tripoli, considéré comme anti-islamique. Plusieurs jeunes participants sont arrêtés, puis libérés après avoir eu pour certains le crâne rasé, et pour d'autres reçus des cours de religion.

### Effectifs
La Force Rada est une des plus importantes milices de Tripoli. Elle compte 900 hommes en 2014 selon Jeune Afrique, puis 1 500 de 2017 à 2019 selon Libération et Jeune Afrique,,. Les combattants reçoivent leur salaire du Ministère de l'Intérieur,,.

### Actions
L'activité principale de la force Rada à Tripoli est la lutte contre les groupes criminels, les groupes terroristes liés à l'État islamique et le trafic de drogue,,,. Selon Libération, la Brigade fait preuve d'une certaine efficacité qui lui fait gagner le respect d'une partie de la population.
La Force Rada contrôle l'aéroport international de Tripoli, ainsi que l'aéroport de Mitiga et sa prison mitoyenne,,.
Le 24 mai 2017, la Force Rada arrête à Tripoli le frère de l'auteur de l'attentat de Manchester.
Le 22 juillet 2022, des combats éclatent à Tripoli entre la Force Rada et la Brigade de Tripoli, faisant au moins 13 morts et 30 blessés, dont des civils.
Le lundi 14 août 2023, un affrontement oppose la Force al-Radaa et la Brigade 444 dans les périphéries orientale et méridionale de Tripoli. Le bilan, communiqué le 16 août 2023 par le Centre de médecine d'urgence (CMU), fait état de 27 décès et d'une centaine de personnes blessées lors des combats à Tripoli. L'origine de ces hostilités trouve son ancrage dans l'arrestation, le lundi soir, du commandant de la Brigade de Tripoli par les éléments de la Force al-Radaa, dans une zone sous le contrôle de cette dernière. En réponse à ces événements, des pick-ups et de véhicules blindés, suivi de tirs nourris impliquant des armes de calibre substantiel, s'étendent jusqu'aux abords de l'aéroport de Mitiga et de l'établissement universitaire de Tripoli. Ce contexte a engendré la suspension des opérations aériennes et des activités académiques au sein de l'université.